# 食脂肪族烃别样栖海冰菌
食脂肪族烃别样栖海冰菌（学名：Aliiglaciecola aliphaticivorans）是别样栖海冰菌属的下属物种。此物种是一种革兰氏阴性、兼性需氧、异养、运动性、氧化酶阳性、过氧化氢酶阳性且嗜温的杆状细菌。此物种用单极鞭毛运动。此物种最早从韩国黄海的海潮滩沉积物中分离出来。它使用脂肪烃作为唯一的碳源。